# USS Knight (DD-633)
Эскадренный миноносец «Найт» (англ. USS Knight (DD-633)) — американский эсминец типа Gleaves.
Заложен на верфи Boston Navy Yard, Бостон 18 марта 1941 года. Спущен 27 сентября 1941 года, вступил в строй 23 июня 1942 года.
C 23 июня 1945 года быстроходный тральщик DMS-40.
Выведен в резерв 19 марта 1947 года.
С 15 июля 1955 года снова эсминец DD 633.
Из ВМС США исключён 1 декабря 1966 года.
Потоплен 27 октября 1967 года в качестве цели близ побережья Калифорнии.